# Punta La Marmora
Punta La Marmora (Perdas Caprias em língua sarda) é o ponto culminante da Sardenha, no maciço de Gennargentu e na fronteira entre as províncias sardas de Nuoro e Ogliastra. O topo está a 1834 metros de altitude.
Punta La Marmora fica a leste do ponto central da Sardenha e dispõe de excelentes vistas até à costa.